# Macclesfield
Macclesfield är en stad och en civil parish i grevskapet Cheshire i England. Staden tillhör enhetskommunen Cheshire East. Ortens folkmängd uppgick till 56 581 invånare 2011, på en yta av 18,79 km². Macclesfield nämndes i Domedagsboken (Domesday Book) år 1086, och kallades då Maclesfeld.
Macclesfield ligger i östra Cheshire, i västra utkanten av Peak District, vid floden Bollin som är en biflod till Mersey. Väster om staden finns Cheshire Plain. Staden är mest berömd för den silkesindustri som en gång blomstrade där, och det finns ett silkesmuseum i staden. I Macclesfield återfinns bland annat fotbollsklubben Macclesfield Town och Astra Zeneca, ett av världens största läkemedelsföretag. Rådhuset i georgiansk stil ritades av Francis Goodwin 1823. I staden finns i dag läkemedelsindustri, textilindustri, pappersindustri, plastindustri med mera.